# Khu bảo tồn thiên nhiên Sjaunja
Khu bảo tồn thiên nhiên Sjaunja  (Thụy Điển: Naturreservat Sjaunja, trong tiếng Sami là Sjávnja)  là một khu bảo tồn thiên nhiên nằm gần Gällivare, Norrbotten, Thụy Điển. Nó trải dài trên 150 km và có diện tích 850 km², được bao bọc bởi vườn quốc gia Stora Sjöfallet ở phía đông và khu bảo tồn thiên nhiên Stubba ở phía tây.
Khu vực bảo vệ hệ thống đầm lầy than bùn ngập nước lớn nhất châu Âu, xen kẽ với rừng lá kim và núi thấp được bao phủ bởi rừng bạch dương. Khu bảo tồn nổi bật với sự phong phú về các loài chim. Xa hơn về phía đông, cảnh quan tăng dần dần với sự xuất hiện trong dãy núi Scandinavia. Ở đây, có các nền đá granit hình thành từ thời kỳ tiền Cambri, và đang dần được thay thế bởi địa chất giàu calci hơn, khiến thảm thực vật phong phú và đa dạng hơn.
Được thành lập vào năm 1986, mở rộng năm 2011, tuy nhiên giá trị của nó đã được công nhận từ trước khi nó là một khu Ramsar vào năm 1974 và cũng là một phần của hệ thống bảo tồn thiên nhiên Natura 2000 của châu Âu. Năm 1996, khu bảo tồn này cũng là một phần của Vùng đất Laponia được UNESCO công nhận là di sản thế giới.
Khu bảo tồn này có nhiều loại chim mặt nước như vịt, ngỗng, sếu, thiên nga và nhiều loài chim khác có nguy cơ bị tuyệt chủng. Do vậy, một số khu vực của khu bảo tồn thiên nhiên Sjaunja cấm đi lại trong mùa sinh sản của các loài chim.
Năm 2006, bất chấp các sự phản đối của những người địa phương, công ty khai thác mỏ IGE của Thụy Điển đã được phép thăm dò mỏ đồng trong khu vực núi đá thuộc khu bảo tồn thiên nhiên này.

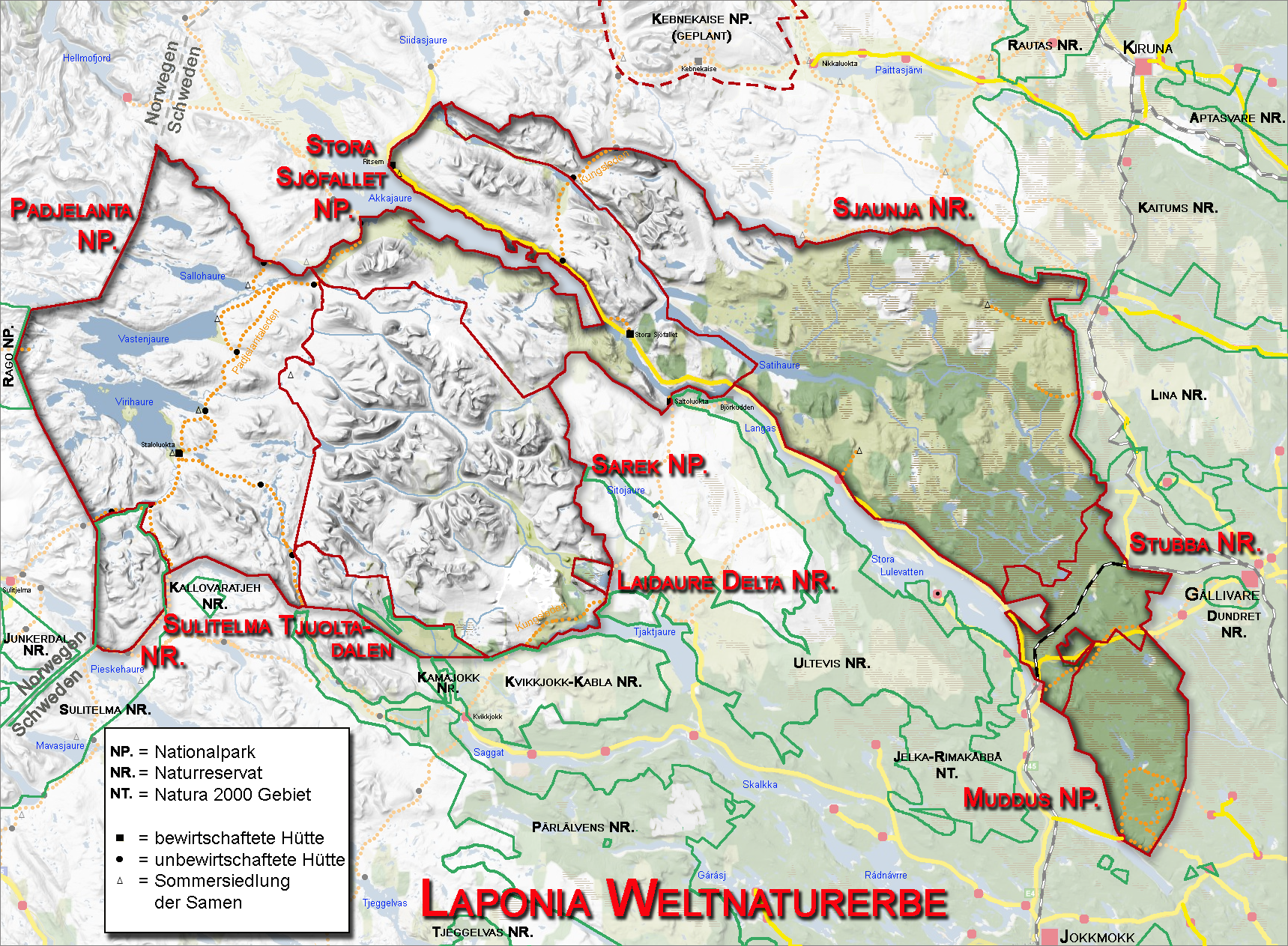
Khu bảo tồn thiên nhiên Sjaunja trong khu Di sản thế giới Vùng đất Laponia

## Sách tham khảo
- Angelika Lang, Sven Halling, Detlef Singer: Nördliches Skandinavien mit Finnland. BLV, München, Wien, Zürich 1994, ISBN 3-405-14512-0.
- Frank Baldus: Sjaunja - Die Weisheit der Wildnis. Eine fast missglückte Trekkingreise. Nunatak-Verlag, Wuppertal, 240 S., 25 Abb., gebunden, ISBN 3-935694-00-8.
- Margareta Söderberg (Hrsg.): Värt att se i Sveriges natur. Bonnier Alba, Stockholm 1994, ISBN 91-34-51297-7.

## Liên kết ngơài
- Mô tả chính thức về khu bảo tồn thiên nhiên ở tỉnh Norrbotten[liên kết hỏng] (tiếng Thụy Điển)
- Kanuguide für den Sjaunja-Fluss[liên kết hỏng] (tiếng Đức)
- Thông tin về Sjaunja với bản đồ[liên kết hỏng]